# Amber Rose Revah
Amber Rose Revah, est une actrice britannique née le 24 juin 1986 à Londres. Elle est surtout connue pour avoir joué dans le film de 2010 From Paris with Love, et interprété le rôle de Dinah Madani en 2017 dans The Punisher.

## Biographie
Amber Rose Revah est née à Londres le 24 juin 1986. Elle a quatre frères et sœurs.

### Vie privée
Depuis 2011, elle est en couple avec l'acteur Neet Mohan. Leur fille est née en 2020.

## Carrière
Elle commence sa carrière en 2007 dans le film de Shamim Sarif : The World Unseen, avec qui elle tourne une seconde fois l'année suivante dans I Can't Think Straight. Toujours en 2008, elle campe le rôle de la fille de Saddam Hussein, Hala, dans la série télévisée House of Saddam.
En 2009, elle tourne sous la direction d'Alejandro Amenábar dans Agora et avec Rachel Weisz, Max Minghella et Oscar Isaac. L'année d'après, elle est présente dans le film de Pierre Morel et Luc Besson : From Paris with Love.
En 2011, elle joue au cinéma dans The Devil's Double, Aazaan et Everywhere and Nowhere et à la télévision dans Borgia.
En 2013, elle incarne Marie de Magdala dans la série historique La Bible et elle reprend son rôle l'année suivante dans le film adapté de la mini-série Son of God.
En 2015, elle est présente dans plusieurs séries : Affaires non classées, Foyle's War et Indian Summers.
En 2017, elle joue dans The Punisher,,, avec Jon Bernthal, Ben Barnes, Deborah Ann Woll, ou encore Jaime Ray Newman. La série s'achève après deux saisons en 2019.

## Filmographie

### Cinéma

#### Longs métrages
- 2007 : The World Unseen de Shamim Sarif : Begum
- 2008 : I Can't Think Straight de Shamim Sarif : Yasmin
- 2009 : Agora d'Alejandro Amenábar : Sidonia
- 2010 : From Paris with Love de Pierre Morel : Nichole
- 2011 : The Devil's Double de Lee Tamahori : La mariée
- 2011 : Aazaan de Prashant Chadha : Sofiya
- 2011 : Everywhere and Nowhere de Menhaj Huda : Yasmin
- 2014 : Son of God de Christopher Spencer : Marie de Magdala
- 2014 : London Life de Naveen Medaram : Anita
- 2020 : Concrete Plans de Will Jewell : Amy
- 2024 : Dîner à l'anglaise (The Trouble with Jessica) de Matt Winn : Ellen
- 2025 : Greenland: Migration de Ric Roman Waugh

#### Courts métrages
- 2009 : Henna Night de Sally El Hosaini : Amina
- 2009 : Taylors Trophy de Jason McDonald : La fille dans le rêve de Lester
- 2011 : Love After Sunrise d'Hadi Ghandour

### Télévision

#### Séries télévisées
- 2008 : House of Saddam : Hala Hussein
- 2011 : Borgia : Maacah Bat-Talmai
- 2013 : La Bible (The Bible) : Marie de Magdala
- 2013 : What Remains : Vidya Khan
- 2015 : Affaires non classées (Silent Witness) : Yasmin Doshi
- 2015 : Foyle's War : Lea Fisher
- 2015 - 2016 : Indian Summers : Leena Prasad
- 2016 : Inspecteur Barnaby (Midsomer Murders) : Jessica Myerscough
- 2017 : Emerald City : Miranda
- 2017 - 2019 : The Punisher : Dinah Madani (rôle principal - 26 épisodes)
- 2022 : Périphériques, les mondes de Flynne : Grace
- 2022 : Last Light : Mika Bakhash
- 2025 : The Sandman : Ishtar

#### Téléfilm
- 2012 : Le Mystère d'Edwin Drood (The Mystery of Edwin Drood) de Diarmuid Lawrence : Helena Landless